# Verpleeghuis Elderhoeve
Verpleeghuis Elderhoeve was een verpleeghuis voor geestelijk hulpbehoevende bejaarden. Het stond in het dorp Elden in Arnhem.
Het was bijzonder omdat de psychogeriatrische patiënten niet werden opgesloten zoals destijds gebruikelijk was. Ze werden vrijwillig opgenomen met vrije keuze van opnamelocatie en datum. Ze mochten ook op eigen verzoek weer naar huis.

## Geschiedenis

### Oprichting
Op initiatief van dr. H. van der Drift, medisch directeur van Psychiatrisch Ziekenhuis Wolfheze, en Piet Broeksma, Directeur van de Gemeentelijke Geneeskundige en Gezondheids Dienst Arnhem werd omstreeks 1970 de Stichting Verpleeghuis Malburgen opgericht. De naam werd later veranderd in Verpleeghuis Elderhoeve.
Vanaf het begin heeft het bestuur zich gerealiseerd dat de zorg voor geestelijk hulpbehoevende patiënten beter kon en moest. Vooral het opsluiten wat destijds gangbaar was vond men slecht.

### Gebouw en personeel
Adres: Elderhofseweg 51, Arnhem.
Zo kwam men tot een gebouw waarin patiënten niet of nauwelijks gehinderd werden door gesloten deuren. Ook de voordeur was in principe open met inachtneming van veiligheidsmaatregelen zoals een actieve receptie. De patiënten hadden bewegingsvrijheid op de gehele begane grond met uitzondering van de technische ruimten, de keuken, het magazijn en de linnenkamer.
Er waren zes afdelingen, C, D, E, J, K en L, met huiskamers met 10 tot 12 plaatsen en slaapkamers voor het merendeel voor 4 personen en minder 2- en 1-persoons kamers.
In 1968 werd de directie benoemd: Henk van Paassen, directeur algemene zaken, Giel Smeets, medisch directeur en Piet Peeters, verpleegkundig directeur. Toen kwamen ook de andere personeelsleden en geleidelijk de patiënten.

### Einde
In 2002 werd de Stichting Elderhoeve opgeheven.

## Functioneren

### Vrijwillige opname
Ingevolge de statuten werden de patiënten met zorgvuldige voorbereiding en vrije keuze van locatie en opnamedatum opgenomen. In principe was elke opname tijdelijk en vrijwillig. Vakantie-opname en proefopname waren ook mogelijk.
De formule werd een succes. De sfeer was goed en er was tevredenheid bij patiënten en werkers. Financieel ging het ook goed.

### Andere stoornissen
Psychogeriatrische patiënten lijden over het algemeen aan de ziekte van Alzheimer. Toen in de omgeving bekend werd dat ‘moeilijke’ patiënten in Elderhoeve geen problemen ondervonden kregen ook problematische patiënten van buiten Arnhem en zelfs van uit het hele land hun kans in Elderhoeve. Vaak leden ze aan andere stoornissen dan de ziekte van Alzheimer. Ook werden patiënten uit psychiatrische ziekenhuizen opgenomen.
De sleutel tot het succes was de vrije opname. Ze kregen voorlopig alleen de gewenste benodigde hulp en begeleiding en onderdak en veiligheid.
Medisch onderzoek en behandeling en de andere beschikbare therapieën gebeurden alleen in overleg met de patiënt zelf. Altijd werd 'huisartsengeneeskunde' geboden zoals voor diabetes, reuma, epilepsie, hart- en ademhalingsklachten enzovoorts. 
Waar vertrouwen heerst kunnen ook ernstig hulpbehoevende mensen zelf, in overleg, de besluiten nemen. Dat gold ook voor operaties.

### Wetenschappelijk onderzoek
Veelal in samenwerking met andere verpleeghuizen werd empirisch onderzoek verricht. Er werd veel tijd besteed aan waarnemingen doen, noteren en tellen. Dat kostte niets en de patiënten werden er niet door belast.

### Griep
De griep was een ernstige bedreiging in het verpleeghuis. Daar was veel aandacht voor. Daarom werd in een aantal samenwerkende verpleeghuizen de griepvaccinatie in een vergelijkend langdurig onderzoek vergeleken met preventie met virusremmende medicatie. De meerkosten werden onder andere door het RIVM betaald. Vaccinatie bleek een positief effect te hebben.
De conclusie dat de griepprik toen werkte kan niet gegeneraliseerd worden omdat in de toenmalige verpleeghuissetting uitzonderlijk veel vatbare zwakke mensen dicht op elkaar leefden zodat de infectiedruk vaak kort en hevig was. Meerdere sterfgevallen per dag in de griepperiode was toen geen uitzondering.
Als gevolg van de goede resultaten van vaccinatie kregen alle patiënten en alle personeelsleden van Elderhoeve een griepprik als ze dat wilden. Bij elke griepepidemie had Elderhoeve soms een groot financieel voordeel omdat er door de vaccinaties minder of geen uitzendkrachten nodig waren die juist dan schaars en duur waren.

### Heupfractuur
Ook werd empirisch vastgesteld dat het goed is om een heupfractuur te opereren als de bejaarde patiënt vóór de val nog goed mobiel was. In het andere geval geeft conservatieve behandeling beter resultaat. De conservatieve behandeling met het zweefrekverband werd voor bejaarde patiënten in de ban gedaan.

### Extramuraal, huisarts
Omdat elke opname vrijwillig was gingen sommige patiënten weer na korte of langere tijd weer naar huis. In veel gevallen wisten ze zich daar tijdelijk weer goed te redden. Omdat de huisarts de medische zorg aan het verpleeghuis had overgedragen kregen de verpleeghuisartsen van Elderhoeve dus een extramurale taak. Het is duidelijk dat die zorg beperkt moest zijn. Daar stond tegenover dat deze categorie patiënten over het algemeen een houding hadden van: waarom moet dat nog?
De meeste extramurale patiënten kwamen na verloop van tijd toch weer graag terug naar Elderhoeve.

### Beheer en bewind
Doordat de artsen en andere medewerkers van Elderhoeve hun patiënten niet als behandelobject beschouwden maar met hen veelvuldig in persoonlijk gesprek bleven werden ze ook betrokken bij de problemen met het beheer van geld en goederen. De kwetsbare ouderen waren daar zelf niet meer toe in staat. Meestal hadden ze niet de mogelijkheid om de financiën door familieleden of vrienden te laten regelen. Vaak was dat ook niet wenselijk door kwesties van vertrouwen of relaties of verplichtingen of om anderen niet tot last te zijn. Er bestonden nog geen onafhankelijke professionele instanties voor beheer. Daardoor werd Elderhoeve nogal eens gevraagd om het geld van patiënten te beheren. Dat gebeurde natuurlijk niet. Maar in die tijd ontstond de wetgeving over bewindvoering. Elderhoeve heeft toen meegewerkt aan het ontstaan van de Gelderse Stichting tot beheer en bewindvoering ter bescherming van meerderjarigen.

### De wet BOPZ
De ervaringen van verpleeghuis Elderhoeve hebben bijgedragen aan de totstandkoming van de Wet Bijzondere Opnamen in Psychiatrische Ziekenhuizen, BOPZ, waardoor het willekeurig opsluiten van dementerende of anderszins kwetsbare ouderen aan banden werd gelegd.

## Bron
Giel Smeets. Een beetje droog water, boekscouts.nl. ISBN 978-94-022-2492-4